# シロハタ
シロハタは、福田寛と森下貴司から成る日本のお笑いコンビ。ビクターミュージックアーツ所属。かつてはオスカープロモーションに所属しており、フリーを経て現在に至る。

## メンバー
- 福田 寛（ふくだ ひろし、1975年1月22日 - ）　
  - 大阪府出身。岡山大学法学部卒業[1]。
  - 立ち位置は主に左。
  - 血液型A型。
  - 身長173cm。
- 森下 貴司（もりした たかし、1981年1月24日 - ）
  - 高知県出身。　
  - 立ち位置は主に右。
  - 血液型A型。
  - 身長173cm。
  - コンビ結成前は珈琲ブレイクンのいけだのひーちゃんと「ヒーター」を組んでいた[2]。

## 来歴
2009年6月コンビ結成。2013年第34回ABCお笑いグランプリ準決勝進出。また同年、キングオブコント準決勝進出。2019年4月までオスカープロモーションに所属していたが、同事務所のお笑い部解散によりフリーで活動することとなる。
現在は都内のライブに出演。また、主に福田が、ライブ配信アプリ、17LIVEでプラモデルを作成する配信を行っている。配信内容はリスナーとの雑談が9割、プラモデル作成が1割の配分でトークで盛り上がる構成になっている。稀に森下と2人で配信を行う時もある。森下とのコラボ配信時はプラモデルを作らない、近所の公園での公開雑談トークがメインになる。また、隠れた才能を持っており17LIVEでの常連のシロハタリスナー（ピラニアども）の似顔絵を描いて好評を得ている。

## 芸風
二人とも役者出身であり演劇的なコントを披露する。
ツッコミやボケといった役割ではなく登場人物が多く、目まぐるしくシーンが変わるコントで擬音を用いたり、あるあるネタなどを昇華して笑いを誘う芸風である。

## 出演

### テレビ
- オンバト+（NHK） - 2012年12月2日
- 一夜づけ（テレビ東京） - 2018年12月16日※福田のみ

### ラジオ
- FM星空ステーション（77.5MHz）でのレギュラーパーソナリティーを務める。